# Inline-Skaterhockey-Bundesliga 2025
Die Saison 2025 ist die 30. Spielzeit der Inline-Skaterhockey-Bundesliga, in der zum 39. Mal ein Deutscher Meister ermittelt wurde. Ausrichter ist die Sportkommission Inline-Skaterhockey Deutschland im Deutschen Rollsport und Inline-Verband.

## Teilnehmer
| Klub                 | Standort   | Vorjahr                   | Play-offs                 |                           |
| -------------------- | ---------- | ------------------------- | ------------------------- | ------------------------- |
| Bissendorfer Panther | Wedemark   | 7.                        | Viertelfinale             |                           |
| Crash Eagles Kaarst  | Kaarst     | 2.                        | Deutscher Meister         |                           |
| Crefelder SC         | Krefeld    | 3.                        | Halbfinale                |                           |
| Deggendorf Pflanz    | Deggendorf | Vizemeister 2. Bundesliga | Vizemeister 2. Bundesliga | Vizemeister 2. Bundesliga |
| Düsseldorf Rams      | Düsseldorf | 1.                        | Halbfinale                |                           |
| Duisburg Ducks       | Duisburg   | 5.                        | Viertelfinale             |                           |
| ESC Moskitos Essen   | Essen      | 6.                        | Viertelfinale             |                           |
| HC Köln-West Rheinos | Köln       | 9.                        | -                         |                           |
| Rhein-Main Patriots  | Niddatal   | 4.                        | Finale                    |                           |
| TV Augsburg          | Augsburg   | Meister 2. Bundesliga     | Meister 2. Bundesliga     | Meister 2. Bundesliga     |

## Modus
Die 1. Bundesliga ging mit zehn Mannschaften an den Start. Jede Mannschaft bestritt 18 Spiele. Die jeweils ersten acht Mannschaften erreichten die Play-offs, die im Best-of-Three-Modus (Hin-, Rück- und evtl. Entscheidungsspiel) ausgetragen wurden. Bei Punktgleichheit zählt der direkte Vergleich. Absteiger war die Mannschaft auf Platz 10 nach der Vorrunde. Der Sieger der Play-offs ist Deutscher Meister.

## Vorrunde
|     | Mannschaft | Sp | G  | GP | U  | VP | V  | Tore    | +/− | P  | %  |
| --- | ---------- | -- | -- | -- | -- | -- | -- | ------- | --- | -- | -- |
| 1.  | ---        | 18 | -- | -- | -- | -- | -- | xxx:xxx | +x  | xx | xx |
| 2.  | ---        | 18 | -- | -- | -- | -- | -- | xxx:xxx | +x  | xx | xx |
| 3.  | ---        | 18 | -- | -- | -- | -- | -- | xxx:xxx | +x  | xx | xx |
| 4.  | ---        | 18 | -- | -- | -- | -- | -- | xxx:xxx | +x  | xx | xx |
| 5.  | ---        | 18 | -- | -- | -- | -- | -- | xxx:xxx | +x  | xx | xx |
| 6.  | ---        | 18 | -- | -- | -- | -- | -- | xxx:xxx | +x  | xx | xx |
| 7.  | ---        | 18 | -- | -- | -- | -- | -- | xxx:xxx | +x  | xx | xx |
| 8.  | ---        | 18 | -- | -- | -- | -- | -- | xxx:xxx | +x  | xx | xx |
| 9.  | ---        | 18 | -- | -- | -- | -- | -- | xxx:xxx | +x  | xx | xx |
| 10. | ---        | 18 | -- | -- | -- | -- | -- | xxx:xxx | +x  | xx | xx |

Abkürzungen: Sp = Spiele, G = Siege, GP = Siege nach Penaltyschießen, U = Unentschieden, VP = Niederlage nach Penaltyschießen V = Niederlagen, P = Punkte
Erläuterungen:

## Play-offs
(Modus „Best-of-Three“)
Die reguläre Saison läuft noch.

## Aufsteiger
Die Saison läuft noch.

## Pokalsieger
Die Saison läuft noch.